# Frans Ntaole
Frans Ntaole (* 8. August 1950) ist ein ehemaliger lesothischer Langstreckenläufer.
Er trat bei den Olympischen Sommerspielen 1984 in Los Angeles an. Im Marathon lief er auf Rang 40. Im Wettbewerb über 10.000 m schied er in den Vorläufen aus.